# Совість (фільм, 1974)
«Совість» (рос. «Совесть») — російський радянський художній фільм 1974 року режисера Юрія Кавтарадзе. Телесеріал.

## Сюжет
З фашистського концтабору в кінці війни тікають троє радянських військовополонених. Їм допомагає і тікає разом з ними один з охоронців. Через багато років, після випадкової зустрічі з одним з втікачів, цей колишній німецький посіпака приходить до думки про знищення всіх тих, з ким він колись втік з концтабору…

## У ролях
- Дальвін Щербаков
- Олександр Мартинов
- Борис Кудрявцев
- Всеволод Сафонов
- Борис Сморчков
- Анатолій Ромашин
- Валентин Буров
- Паулі Рінне
- В'ячеслав Кутаков
- Людмила Давидова
- Микита Подгорний
- Лариса Лужина
- Костянтин Захаров
- Борис Хімічев
- Фелікс Яворський
- Герман Полосков
- Радій Афанасьєв
- Володимир Протасенко
- Надія Каратаєва
- Олег Мокшанцев
- Раїса Куркіна
- Сергій Савченко
- Володимир Піцек
- Петро Щербаков
- Валерій Анісімов
- Емілія Мільтон
- Сергій Приселков
- Олександр Назаров
- Айварс Лініс
- Дмитро Франько
- Світлана Жгун
- Віталій Леонов
- Короп Мукасян
- Валерій Афанасьєв
- Микола Погодін
- Петро Любешкін
- Павло Махотін
- Володимир Талашко
- Юрій Прохоров
- Алла Ролик

## Творча група
- Сценарій: Юрій Кавтарадзе, Василь Ардаматський
- Режисер: Юрій Кавтарадзе
- Оператор: Юрій Схиртладзе
- Композитор: Джон Тер-Татевосян